# 厲侯 (晋)
厲侯（れいこう、生年不詳 - 紀元前859年）は、中国の西周時代の晋の君主。姓は姫、名は輻。北趙晋侯墓地出土銘文の「晋侯僰馬」に相当する人物と推測されている。

## 生涯
晋の成侯の子として生まれた。成侯が死去すると、後を嗣いで厲侯が晋侯として即位した。紀元前859年、厲侯は死去し、子の靖侯が晋侯として即位した。